# Son of Man (película)
Son of Man es una película dramática de 2006 dirigida por el director sudafricano Mark Dornford-May. Fue la primera cinta sudafricana en debutar en el Festival de Cine de Sundance. Es un recuento alternativo de la crucifixión y resurrección de Cristo ambientada en la Sudáfrica actual. 

## Sinopsis
Durante una incursión violenta de una guerra civil en curso, Mary busca refugio del consiguiente derramamiento de sangre. Al descubrir una escuela abandonada con aldeanos fallecidos en su interior, comienza a alucinar y es visitada por una aparición que le informa que dará a luz al hijo de Dios. Mary cría a su hijo Jesús hasta que llega a la edad adulta. Más adelante, Jesús comienza a predicar la fe que abraza la compasión, mientras rechaza la corrupción y la brutalidad del liderazgo político actual. Sus enseñanzas atraen a un puñado de discípulos. Pronto, las fuerzas de ocupación militar se apoderan del lugar. El comportamiento de quienes se oponen a su autoridad es monitoreado de cerca por el nuevo gobierno.
Mientras que los agentes de inteligencia consideran que Jesús es inofensivo, uno de sus discípulos, Judas, se reúne en secreto con las autoridades y las convence de que es una amenaza para la sociedad. Los líderes militares interrogan y luego torturan a Jesús para que abandone su predicación. Él se niega y es asesinado. Mary exhuma su cuerpo de una tumba poco profunda, tras haber sido colgado en una cruz para que lo vean todos los ciudadanos. Los habitantes cantan alabanzas en su memoria, pero son detenidos por los militares que disuelven la asamblea. Jesús resucita más tarde e insta a los nativos a seguir cantando alabanzas a Dios en honor a su movimiento.

## Elenco
- Andile Kosi como Jesús
- Pauline Malefane como María Magdalena
- Jim Hgxabaze como Judas

## Producción
El tema de la película, tal como lo relató el director Dornford-May, fue "la historia de Jesús recuperada como una fábula africana; un concepto simple se convierte en una experiencia cinematográfica notable en Son of Man". Dornford-May dramatizó la historia de la vida de Jesús en la situación del África contemporánea y preguntó qué sucedería hoy, si alguien en África se presentara con el mismo mensaje que Jesús. Señaló: "Andile Kosi interpreta a Jesús, que nació en el estado de Judea, en el sur de África, donde abundan la violencia y pobreza. Cuando estalla la guerra civil, Jesús exige que sus seguidores renuncien a la guerra y sigan una vida de paz."

## Lanzamiento
Se estrenó el 22 de enero de 2006 en Estados Unidos. En Europa, se estrenó en los Países Bajos el 9 de septiembre durante el Africa in the Picture Film Festival 2006. También debutó en el Reino Unido en el Festival de Cine de Londres el 21 de octubre del mismo año.

## Recepción

### Respuesta de la crítica
Según el agregador de reseñas de películas Rotten Tomatoes el 86% de los críticos le dieron una calificación de "Fresca certificada", basada en siete reseñas con un puntaje promedio de 6.80 / 10.

### Reconocimientos
Son of Man fue nominada y ganó varios premios en 2006. Recibió el primer premio Veto-Jury en el Festival de Cine de África en la ciudad universitaria belga de Lovaina el 5 de mayo de 2007.
| Premiación                                  | Categoría                              | Resultado |
| ------------------------------------------- | -------------------------------------- | --------- |
| Festival de Cine Panafricano de Los Ángeles | Mejor película                         | Ganador   |
| Festival de Cine de Sundance                | Gran Premio del Jurado, "World Cinema" | Nominado  |
| Festival de Cine de Londres BFI             | Selección oficial                      | Nominado  |